# Jan Gondowicz

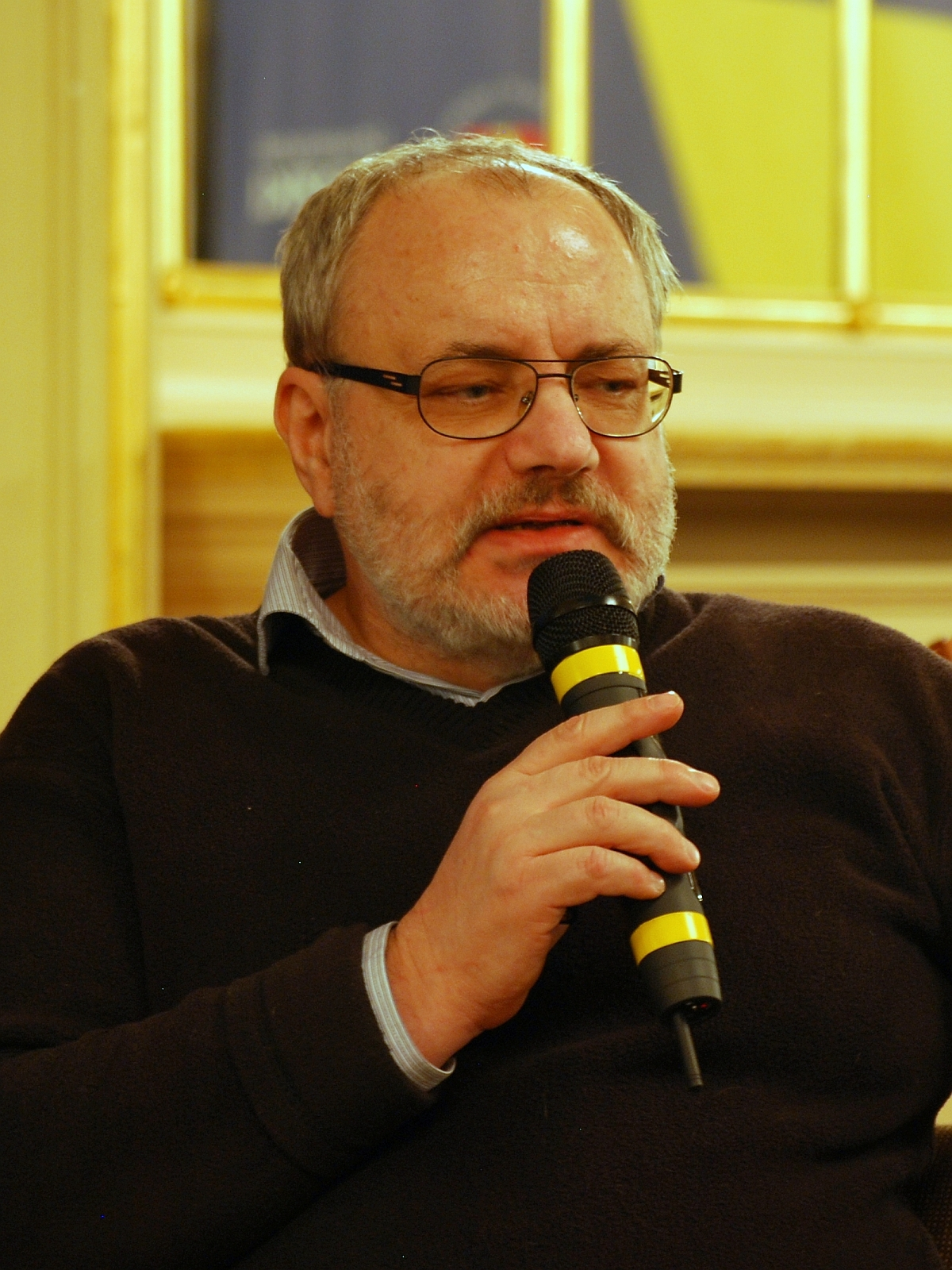
Jan Gondowicz (2013)

Jan Gondowicz (ur. 4 czerwca 1950 w Warszawie) – polski eseista, krytyk literacki, tłumacz i wydawca.

## Życiorys
Absolwent Uniwersytetu Warszawskiego (Wydział Polonistyki, 1973).
Debiutował w 1971 na łamach warszawskiej „Kultury”. Szkice, recenzje i przekłady publikował m.in. w następujących czasopismach: „Arkadia”, „brulion” „De Musica”, „Dialog”, „Exlibris”, „Film”, „Kino”, „Konteksty”, „Kwartalnik Filmowy”, „Literatura na Świecie”, „Migotania, przejaśnienia”, „NaGłos”, „Notes Wydawniczy”, „Nowa Fantastyka”, „Nowe Książki”, „Nowy Wiek”, „Odra”, „Playboy”, „Pokaz”, „Przekrój”, „Res Publica Nowa”, „Ruch Muzyczny”, „Rzeczpospolita”, „Społeczeństwo Otwarte”, „Studia Litteraria Polono-Slavica”, „Twórczość”, „Tygodnik Powszechny” oraz „Więź”.
Autor oryginalnego bestiariusza Zoologia fantastyczna uzupełniona, będącego hołdem dla twórczości argentyńskiego pisarza Jorge Luisa Borgesa, a w szczególności jego Księdze istot zmyślonych, która po polsku ukazała się jako Zoologia fantastyczna (1983).
Za przekład Ćwiczeń stylistycznych Raymonda Queneau otrzymał Nagrodę „Literatury na Świecie” za rok 2006 w dziedzinie poezji. Był także nominowany do Nagrody za Twórczość Translatorską im. Tadeusza Boya-Żeleńskiego (2015), do Nagrody Literackiej Gdynia (2015) w kategorii esej oraz do Nagrody Literackiej im. Juliana Tuwima (2024). W 2021 roku został laureatem Poznańskiej Nagrody Literackiej – Nagrody im. Adama Mickiewicza. W 2025 roku otrzymał Nagrodę Stowarzyszenia Autorów ZAiKS za przekłady literatur obcych na język polski.

## Twórczość

### Bestiariusze
- Zoologia fantastyczna uzupełniona (z dodaniem układu systematycznego Adama Pisarka), Wydawnictwo Małe, Warszawa, 1995
- Zoologia fantastyczna uzupełniona (uzupełniona), CiS, 2007

### Monografie
- Schulz, Edipresse, Warszawa, 2006
- Nowosielski, Edipresse, Warszawa, 2006
- Duda Gracz, Edipresse, 2006

### Eseje
- Paradoks o autorze, Korporacja Ha!art, 2011
- Pan tu nie stał, Wydawnictwo Nisza, Warszawa 2011
- Duch opowieści, Wydawnictwo Nisza, Warszawa 2014
- Trans-Autentyk. Nie-czyste formy Brunona Schulza, Państwowy Instytut Wydawniczy, Warszawa 2014
- Czekając na Golema, Wydawnictwo Nisza, Warszawa 2019
- Flirt z Paralipomeną. Mitologie, Wydawnictwo Iskry, Warszawa 2024

### Opracowania
- Najlepsze polskie opowieści o górach i wspinaniu (wybór, wraz z W. Sonelskim), 1993
- Laurence Sterne Życie i myśl i JW Pana Tristrama Shandy (przedmowa), 1995
- Mikołaj II Dziennik cara Mikołaja II (wstęp i opracowanie), 1998
- Adam Elbanowski „Kraina Mwisków: Przewodnik po Eldorado”, 1999
- Michaił Bułhakow Mistrz i Małgorzata (posłowie), 1999, 2003
- Fiodor Dostojewski Zbrodnia i kara (opracowanie i posłowie), 2000
- Sasza Sokołow Między psem a wilkiem (posłowie), 2000
- Roland Topor Moc Topora (przedmowa), 2001
- Lew Tołstoj Wojna i pokój, 2002
- Miguel de Cervantes Saavedra Przemyślny szlachcic Don Kichote z Manczy (posłowie), 2004
- Anne Fadiman Ex libris. Wyznania czytelnika (opracowanie i noty), 2004
- Matthijs van Boxsel Encyklopedia głupoty (opracowanie i noty), 2004
- Nina Ługowska Chcę żyć: Dziennik radzieckiej uczennicy 1932–1937 (przedmowa), 2006
- Leszek Engelking Szczęście i inne prozy (posłowie), 2007
- Albert Cossery, Szyderstwo i przemoc, przeł. Mateusz Kwaterko, W.A.B., Warszawa 2013 (posłowie).
- Tadeusz Żeleński (Boy), Mity i zgrzyty, PIW, Warszawa 2015 (wybór i przedmowa).
- Marcel Schwob, Żywoty mężów urojonych, przeł. Wincenty Korab-Brzozowski i in., PIW, Warszawa 2016 (posłowie)
- Georges Perec, Przestrzenie, przeł. Agnieszka Daniłowicz-Grudzińska, Lokator, Kraków 2019 (posłowie).
- Jorge Luis Borges, przeł. Stanisław Zembrzuski i Andrzej Soból-Jurczykowski, PIW, Warszawa 2019 (posłowie)
- Alberto Manguel i Gianni Guadalupi, Słownik miejsc wyobrażonych, przeł. Piotr Bikont i inni, PIW, Warszawa 2019 (współautor przekładu, współautor haseł z literatury polskiej.

### Przekłady
- Proces Josifa Brodskiego (Notowała Fryda Wigdorowa), 1988
- Borys Sawinkow, Koń Wrony (tłumaczenie i posłowie), 1991
- Włodzimierz Puryszkiewicz Zabiłem Rasputina (tłumaczenie i posłowie), 1992
- Gustaw Flaubert Słownik komunałów (tłumaczenie i posłowie), 1993
- Josif Brodski Marmur (tłumaczenie i posłowie), 1993
- Alfred Jarry Czyny i myśli doktora Faustrolla, patafizyka (tłumaczenie, komentarze i posłowie), 2000
- Sołomon Wołkow Świat poety. Rozmowy z Josifem Brodskim, 2001
- Carlo Scipione Ferrero Eros, seks i zmysły, 2002
- Roland Topor Kropki nad i (piosenki), 2002
- Jean-Pierre Jeunet Amelia Poulain i jej magiczny album, 2002
- Raymond Queneau Dzieła zebrane Sally Mary (wraz z H.Igalson-Tygielską i A. Wasilewską), 2003
- Michaił Kononow Goła pionierka, czyli tajny rozkaz generała Żukowa, 2005
- Raymond Queneau Ćwiczenia stylistyczne (tłumaczenie i posłowie), 2005
- Alfred Jarry Teatr Ojca Ubu (tłumaczenie, opracowanie i posłowie), 2006
- Raymond Queneau Sto tysięcy miliardów wierszy, 2008
- Alfred Jarry Nadsamiec. Powieść nowoczesna (wraz z W. Brzozowskim), 2011
- Georges Perec, Urodziłem się: eseje (współautor przekładu), 2012.
- Roland Topor, Anatomiczny (wraz z Karoliną Czerską i Agnieszką Taborską), 2024.
- Jean Giono Bestiariusz, 2024 (tłumaczenie i posłowie)[7]

### Realizacje teatralne
- Iosif Brodski Marmur (Teatr Śląski, Katowice; reż. Bogdan Tosza) 1993
- Daniił Charms Elżbieta Bam (Teatr Studio, Warszawa; reż. Oskaras Koršunovas) 1998
- Aleksiej Szipienko, Archeologia (Teatr Atelier im. Agnieszki Osieckiej w Sopocie; reż. André Ochodlo) 2000
- Alfred Jarry Ubu Król (Teatr Mumerus, Kraków; reż. Wiesław Hołdys) 2004